# Liasis
Liasis és un gènere de serps de la família Pythonidae. Són serps constrictoras relativament petites que generalment no supera els 2,50 m de longitud.

## Distribució
És un gènere que es distribueix per Papua Nova Guinea, Indonèsia i Austràlia.

## Taxonomia
El gènere Liasis inclou 4 espècies:
- Liasis fuscus Peters, 1873
- Liasis mackloti Duméril & Bibron, 1844
- Liasis olivaceus Gray, 1842
- Liasis papuanus Peters & Doria, 1878